# جون بول هوغن
جون بول هوغن (بالإنجليزية: J. Paul Hogan)‏ هو مخترع وكيميائي ومهندس أمريكي، ولد في 7 أغسطس 1919 في كنتاكي في الولايات المتحدة، وتوفي في 19 فبراير 2012 في ويتشيتا في الولايات المتحدة.